# Rossia pacifica
Rossia pacifica är en bläckfiskart som beskrevs av Berry 1911. Rossia pacifica ingår i släktet Rossia och familjen Sepiolidae. IUCN kategoriserar arten globalt som otillräckligt studerad.

## Underarter
Arten delas in i följande underarter:
- R. p. pacifica
- R. p. diegensis